# Théorie du commandement divin
La théorie du commandement divin (ou encore du volontarisme théologique) est une position méta-éthique qui consiste à fonder la morale sur la volonté divine : ce qui est bien et mal, c'est ce que Dieu veut. En d'autres termes : ce qui est juste coïncide avec ce que Dieu veut.
Mark Murphy souligne toutefois que les partisans du volontarisme théologique n'ont pas tous une conception de la volonté divine comme commandement imposant le bien ou le mal (ce qui est le propre de la « théorie du commandement divin »). Il faut donc, selon lui, distinguer entre « volontarisme théologique » et commandement divin.
Enfin, il faut souligner l'origine anglo-saxonne de l'expression : aucun auteur, ou presque, ne s'est explicitement revendiqué comme partisan d'une telle « théorie » — du moins avant le XXe siècle. Il s'agit plutôt d'une expression utilisée pour regrouper un certain nombre de positions, qui peuvent par ailleurs être extrêmement diverses et sont souvent nuancées. La question du rapport entre la justice et la volonté divine est néanmoins au cœur des discussions, à l'âge classique, autour des rapports possibles entretenus entre l'entendement et la volonté divine, ainsi que du rôle du libre arbitre à l'égard de ce « commandement divin » (par exemple chez Descartes, Leibniz, Spinoza, etc.).

## Introduction
On a parfois voulu voir dans le dilemme d'Euthyphron, exposé par Platon, la problématisation de cette « théorie » : « Les dieux commandent-ils ce qui est juste parce que c'est juste ou est-ce juste parce que les dieux le commandent ? » Affirmer que la justice dérive d'un commandement divin pose plusieurs problèmes philosophiques, qui ont nourri les discussions à ce propos. En effet, si ce qui est bien dérive de la volonté divine, ne doit-on pas alors parler d'une fondation arbitraire des valeurs ? En d'autres termes, aurait-il suffit que Dieu veuille autre chose pour que ce qui « est » (considéré comme) mal soit (considéré comme) bien ? Ou faut-il dire que la volonté divine était liée à l'entendement, et que Dieu n'était donc pas libre de décider arbitrairement du bien et du mal ?
D'autre part, quand bien même le juste serait ce que Dieu veut qu'il soit, comment pouvons-nous connaître ce juste ? Il s'agit ici d'un problème propre au cognitivisme éthique : en admettant l'objectivité et l'universalité des valeurs (dans le cadre d'une religion monothéiste et universaliste), comment connaître ce qui est bien ou mal ?
Il s'agit là d'un problème posé par Jeremy Bentham : puisque, selon lui, la volonté divine ne peut être réduite à la volonté révélée dans les Écritures, puisque celles-ci ne peuvent ni fournir un fondement à l'ordre juridique moderne, ni même fonder notre propre comportement privé sans interprétation de leur sens, comment savoir ce qu'est sa volonté ? Bentham inverse ainsi le rapport entre le juste et la volonté divine : nous pouvons être assuré que ce qui est juste est conforme à la volonté divine; mais pour connaître la volonté divine, il nous faut d'abord trouver un critère de détermination du juste. Toute la question va être de fonder ce critère…

## Critiques
Cette théorie a particulièrement été attaquée par Spinoza (chapitre IV du Traité théologico-politique et les lettres à Blyenbergh sur le mal). Pour Spinoza, la conception de la loi divine comme commandement repose en effet sur le sentiment que cette loi est une contrainte extérieure, au lieu d'être librement embrassée, et sur l'illusion anthropomorphique consistant à dissocier, en Dieu, l'entendement et la volonté, et à le dépeindre en tant que juge. La conception spinoziste du droit naturel, assimilé aux lois divines, empêche en effet toute possibilité d'y désobéir : celles-ci sont nécessaires, et il n'est pas en notre loisir de ne pas nous y « soumettre » (la reconnaissance de cette nécessité est ce qui nous rend libre) . Le droit naturel spinoziste n'est donc pas prescriptif : il ne prescrit rien d'autre que de faire ce qui est en notre puissance (c'est le principe du conatus : toute chose s'efforce de persévérer dans son être). Dire qu'on pourrait violer un commandement divin reviendrait à dire qu'on pourrait désobéir aux lois de la gravitation.
Au XXe siècle, l'article influent d'Elizabeth Anscombe, On Modern Moral Philosophy (1958), affirmait qu'il fallait tirer les leçons du discrédit de la croyance en Dieu et en une volonté divine légiférante, et abandonner la notion de devoir ou d'obligation morale au profit de celle de vertu — tout en maintenant la validité d'interdictions absolues de certains actes.